# Akçakoca (district)
Akçakoca is een Turks district in de provincie Düzce en telt 36.944 inwoners (2007). Het district heeft een oppervlakte van 440,3 km². Hoofdplaats is Akçakoca.
De bevolkingsontwikkeling van het district is weergegeven in onderstaande tabel.
| 1997   | 2000   | 2007   |
| ------ | ------ | ------ |
| 36.972 | 43.895 | 36.944 |

## Foto's

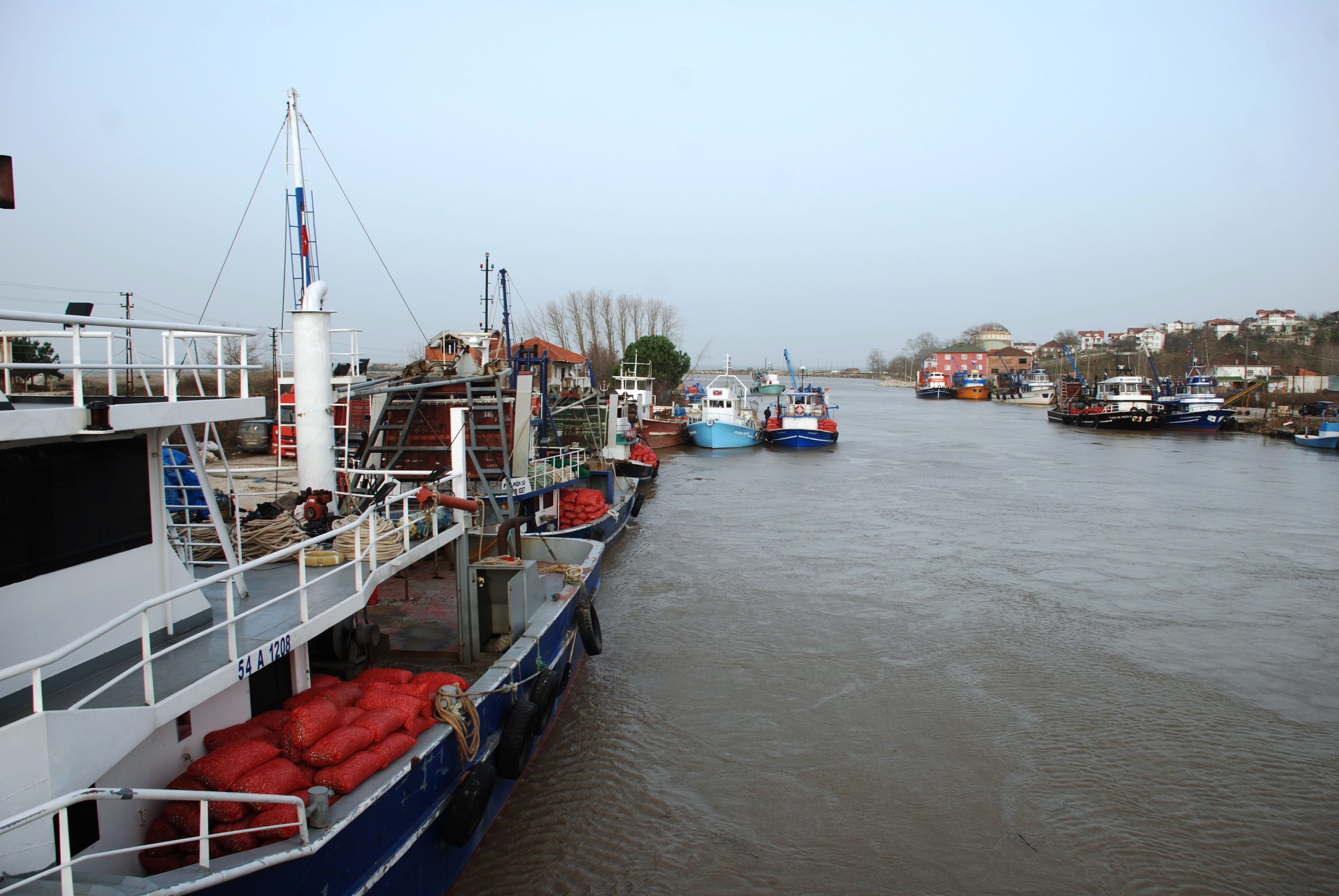
Melen Creek
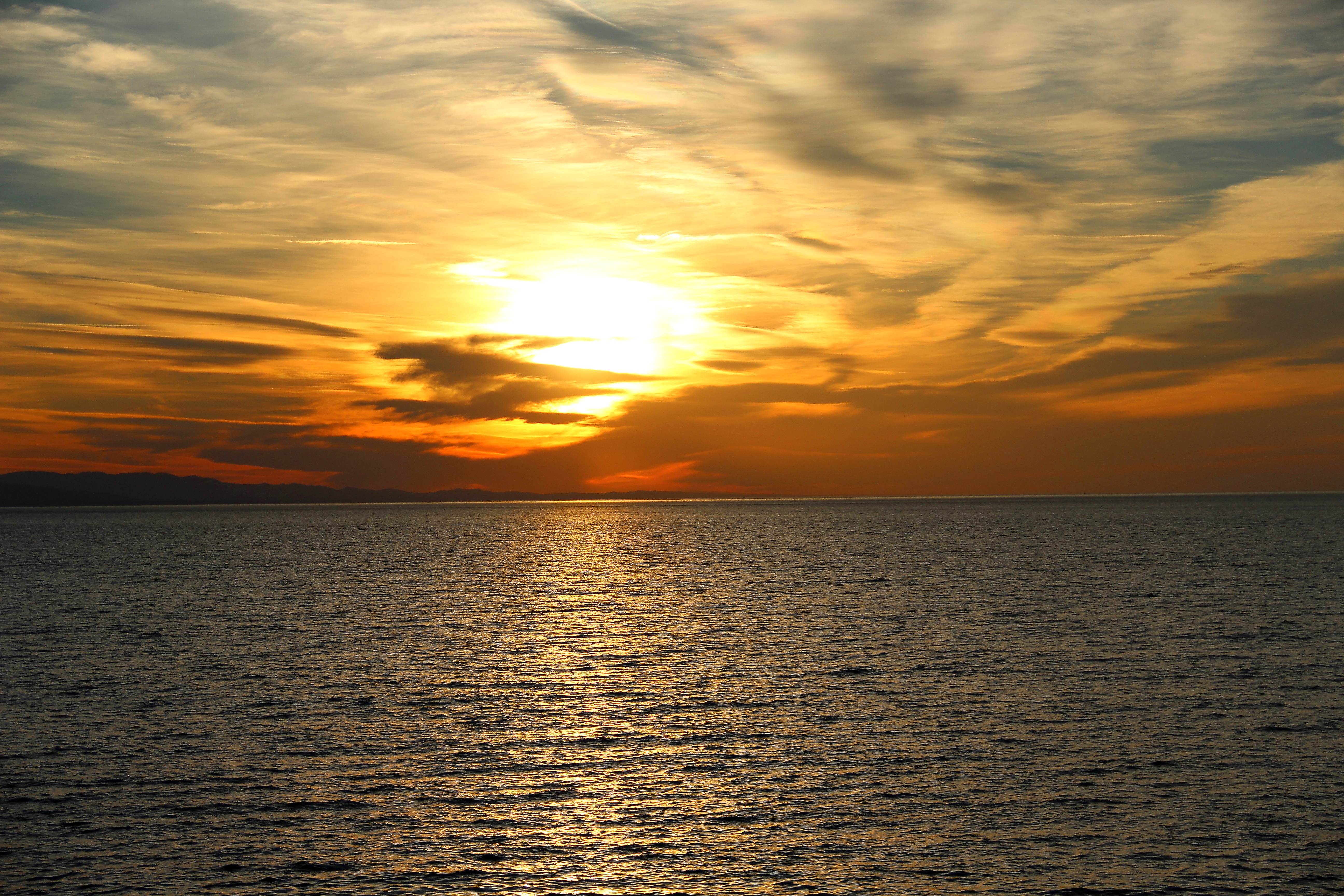
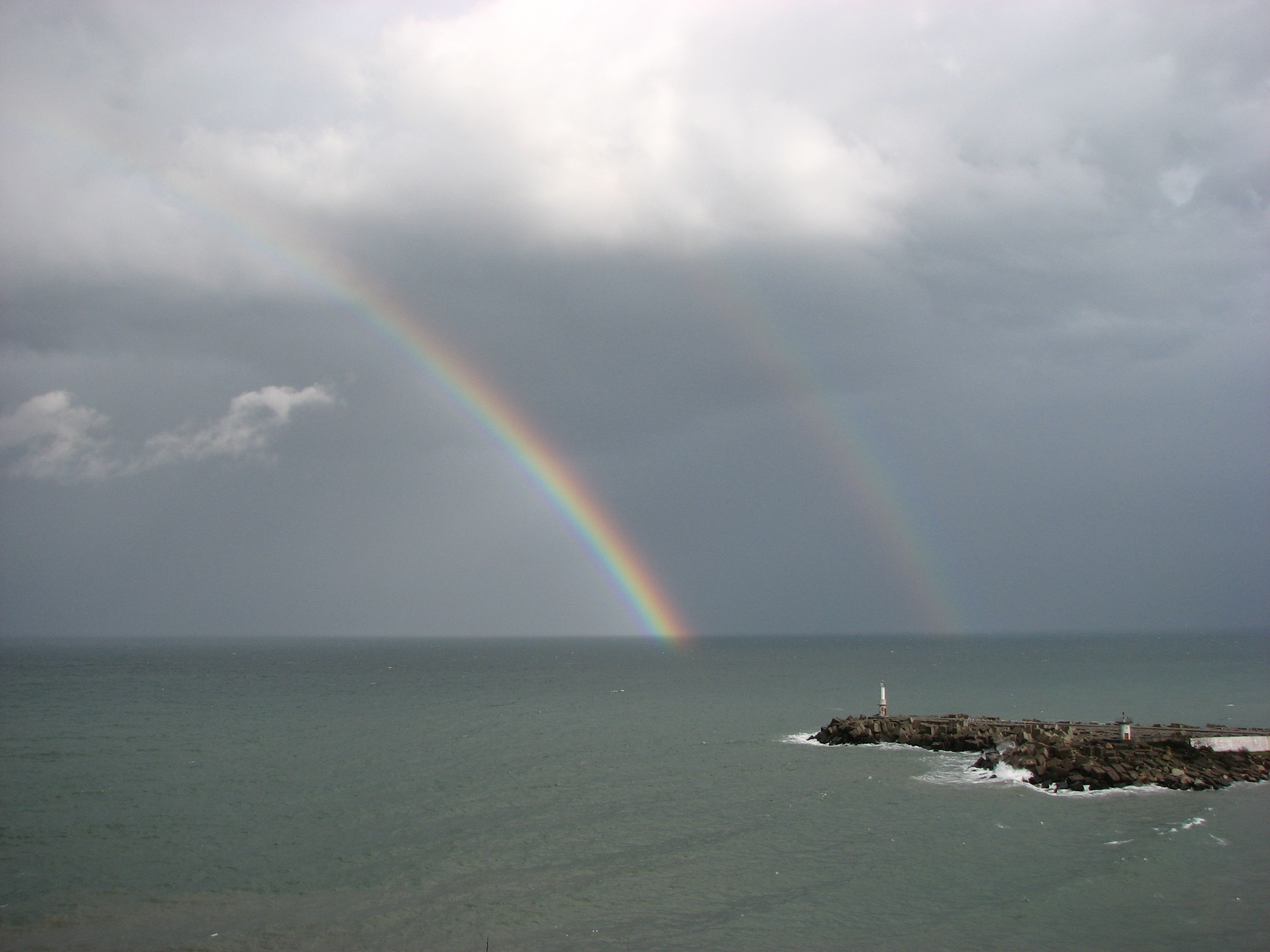
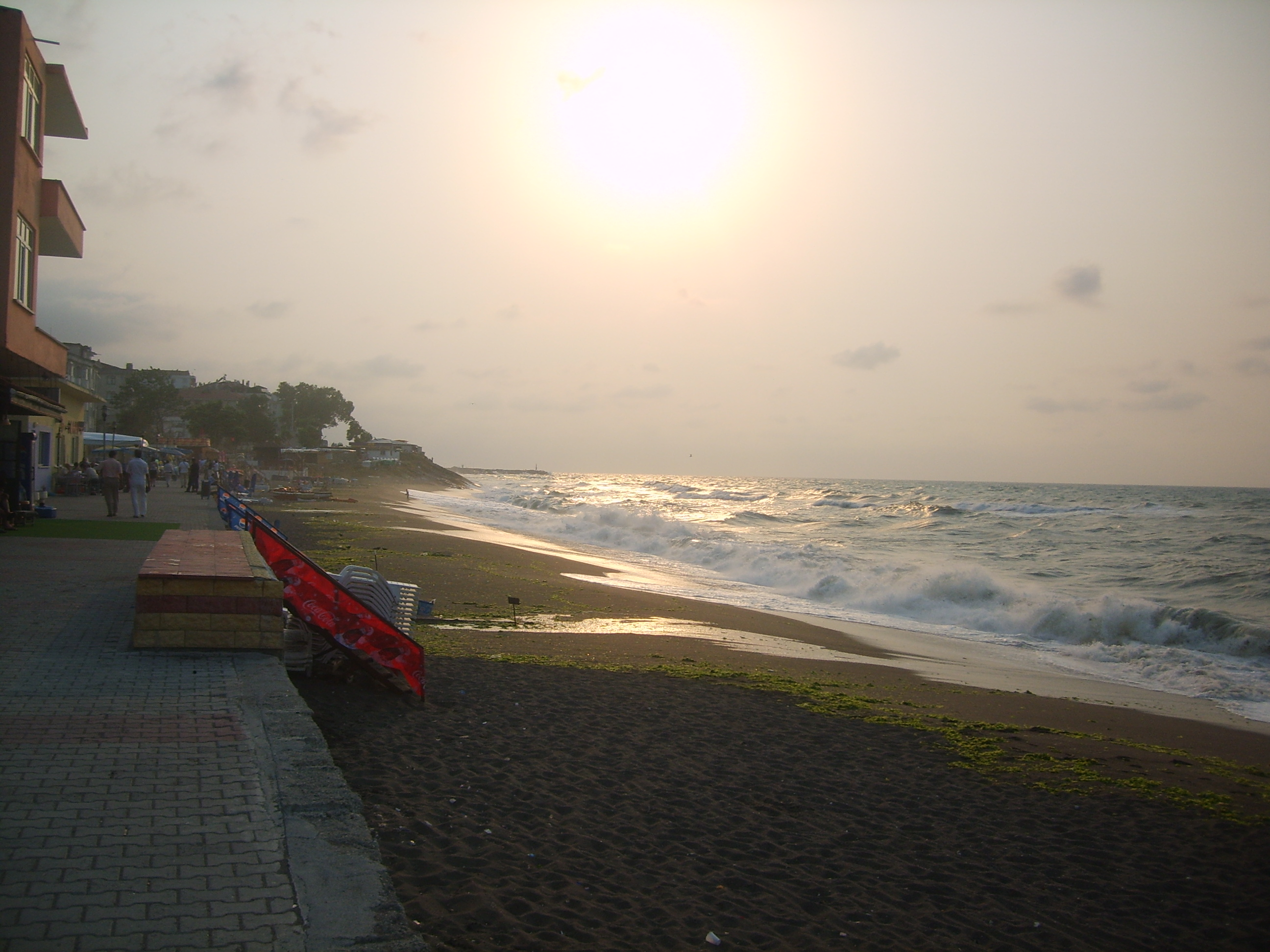
Autumn in Akçakoca
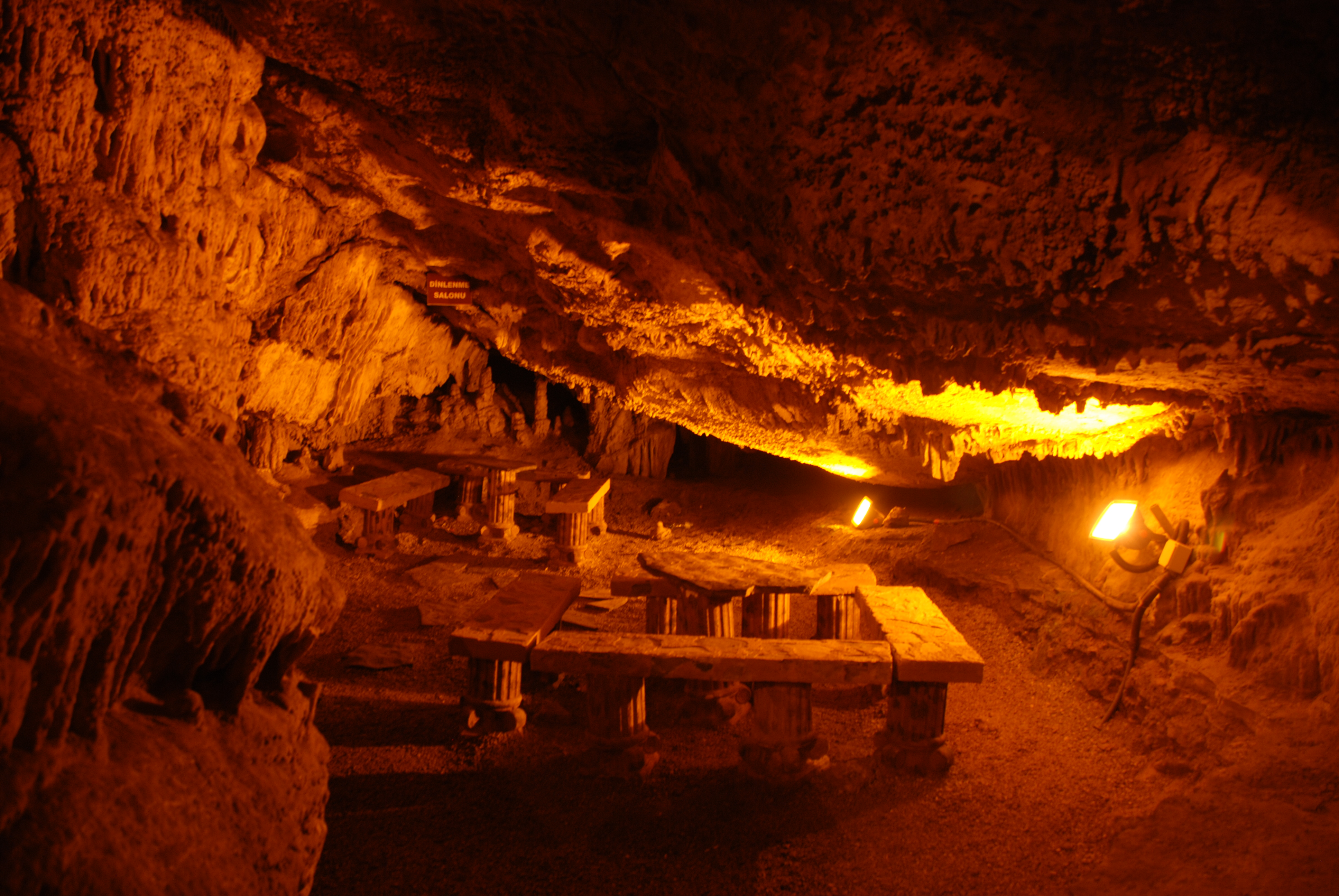
Fakıllı Cave
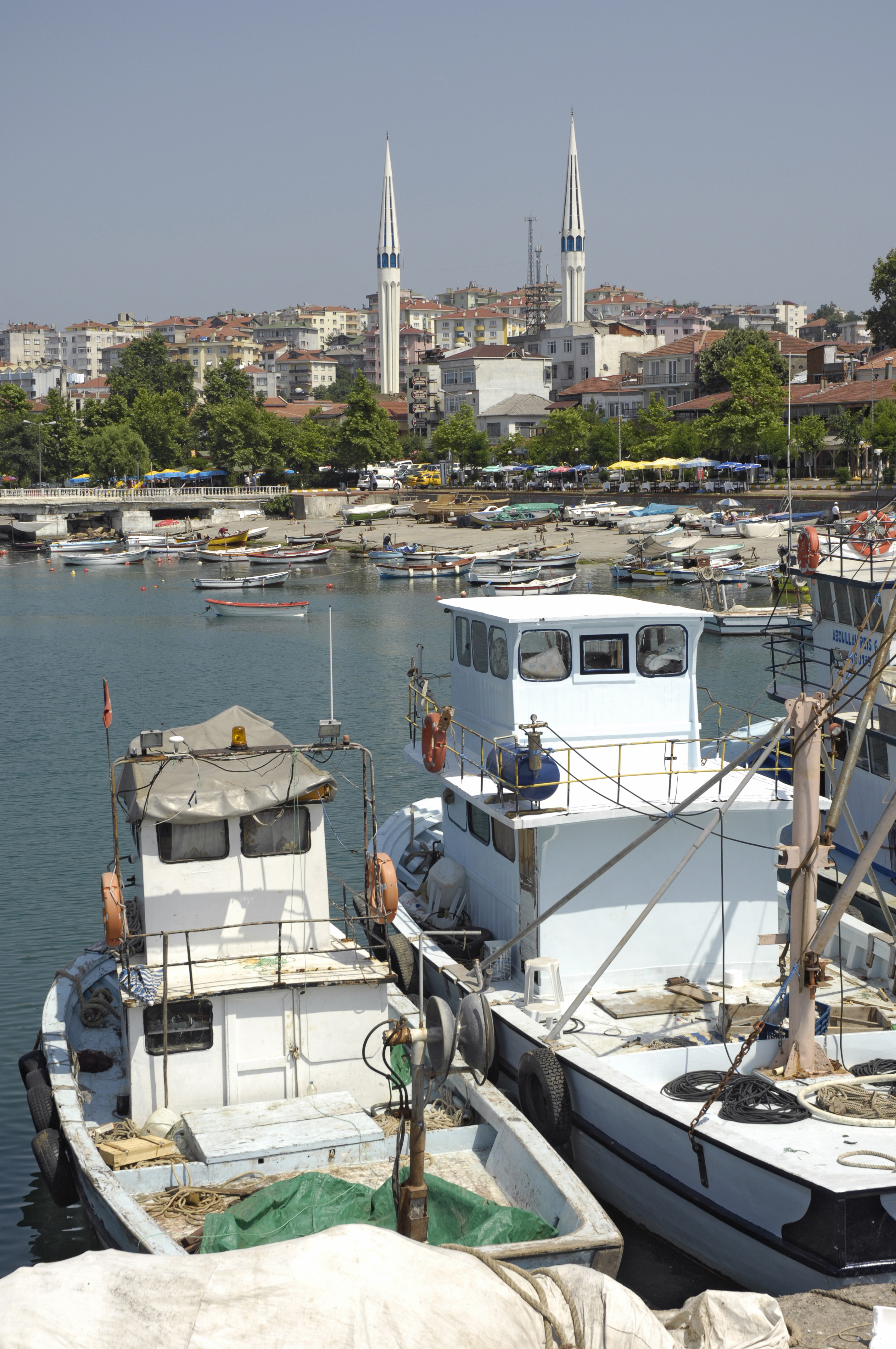
Akcakoca 7857
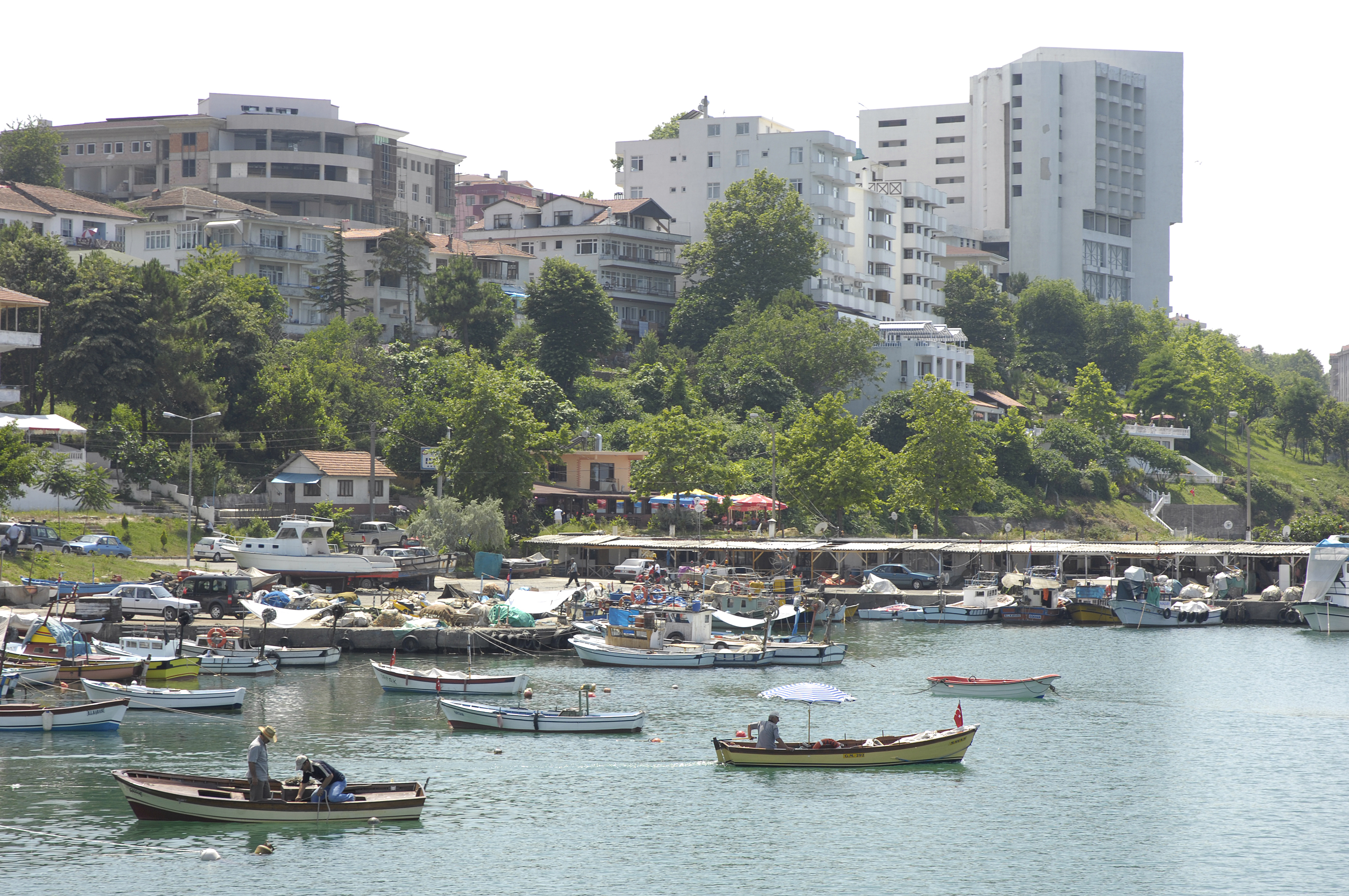
Akcakoca 7841
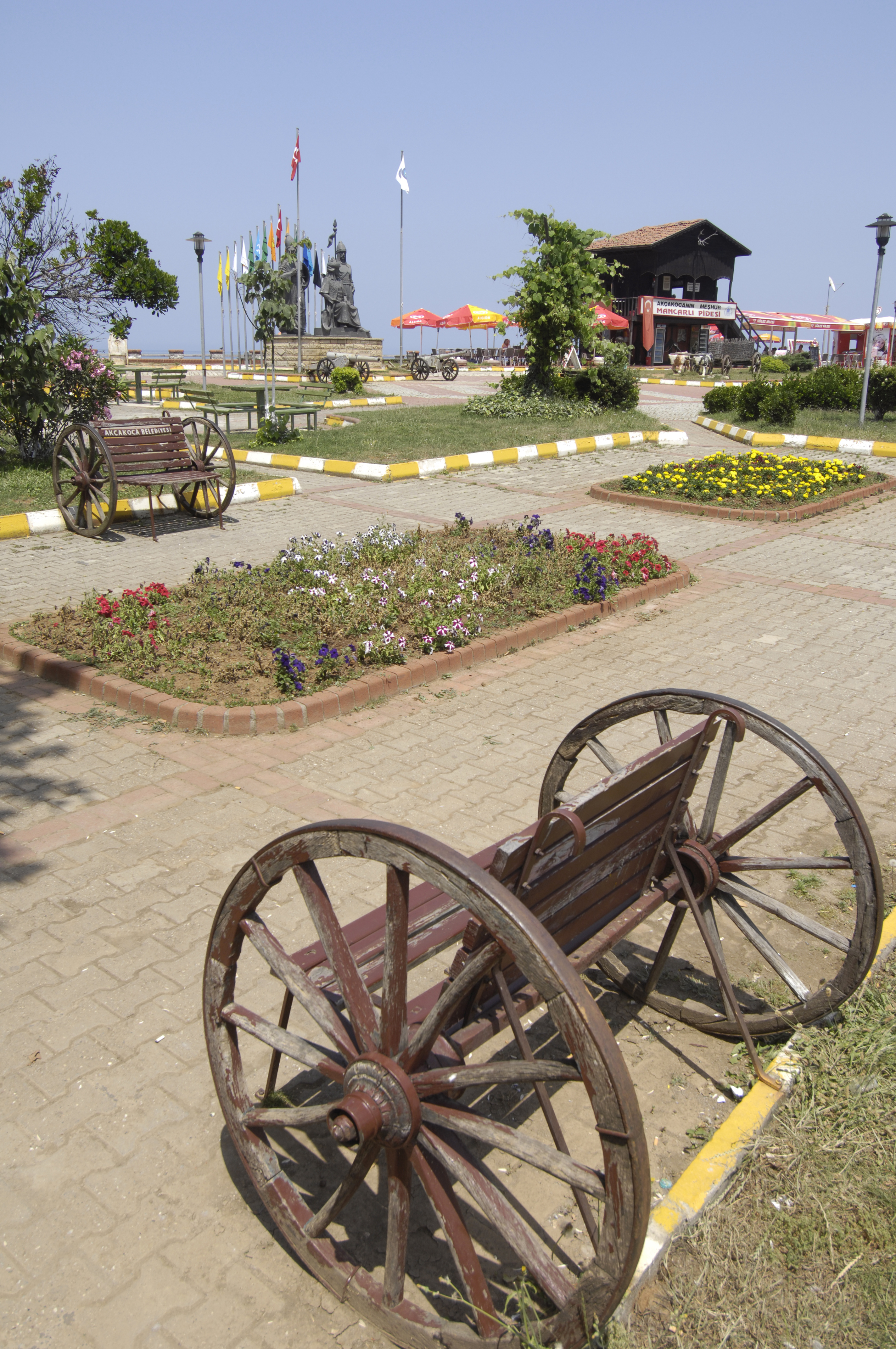
Akcakoca 7821
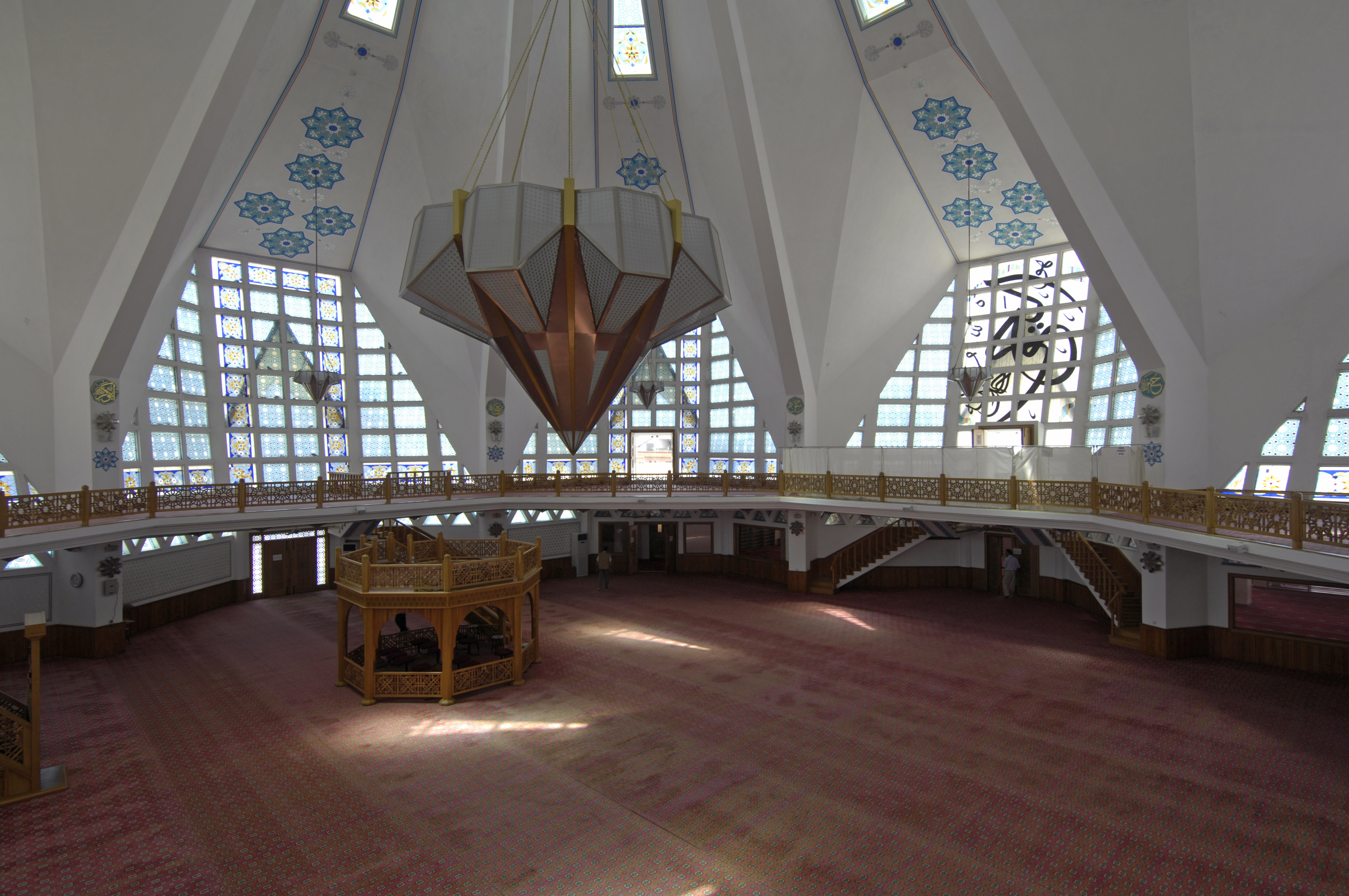
Akcakoca Merkez Cami 7805
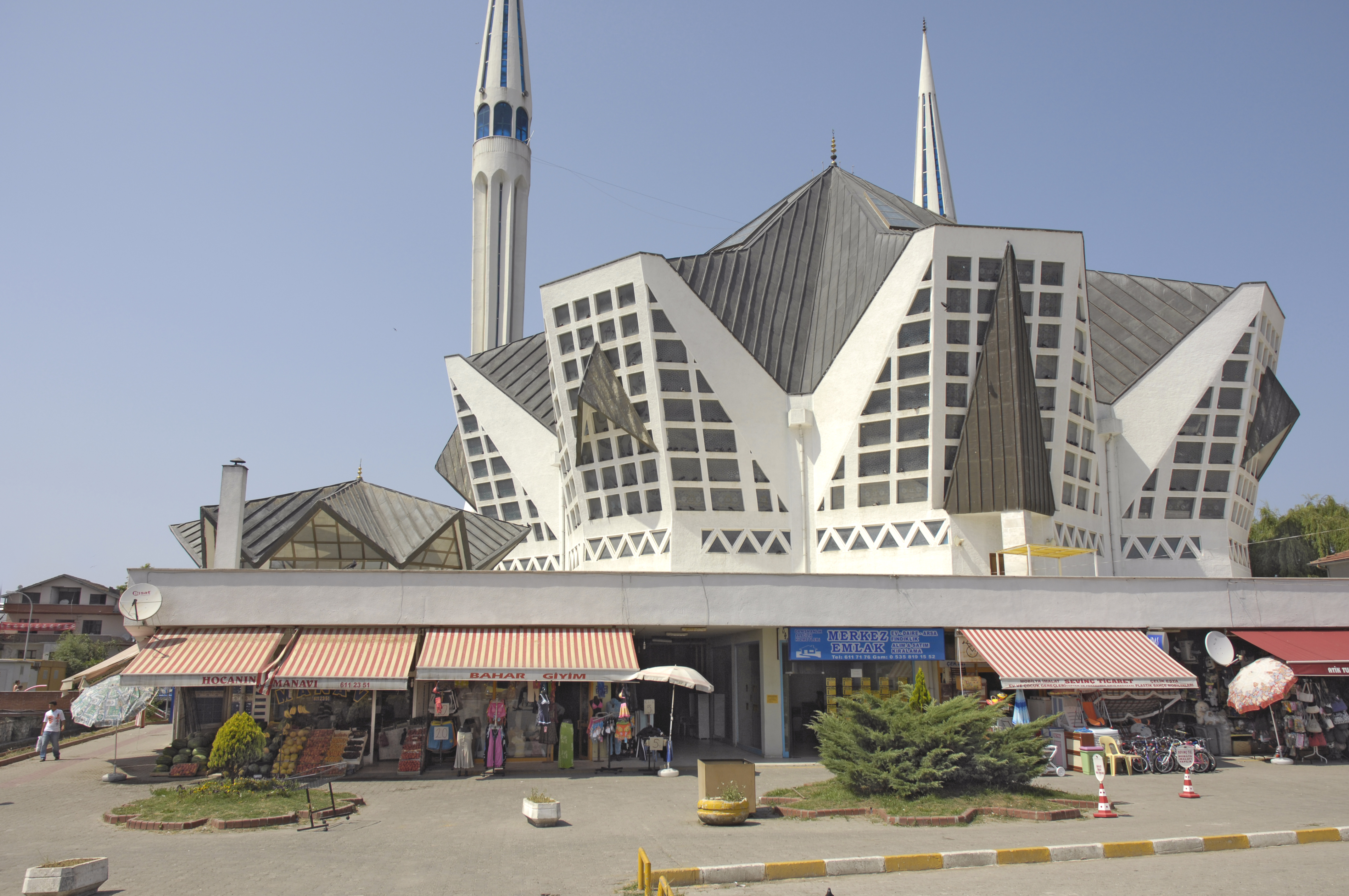
Akcakoca Merkez Cami 7864
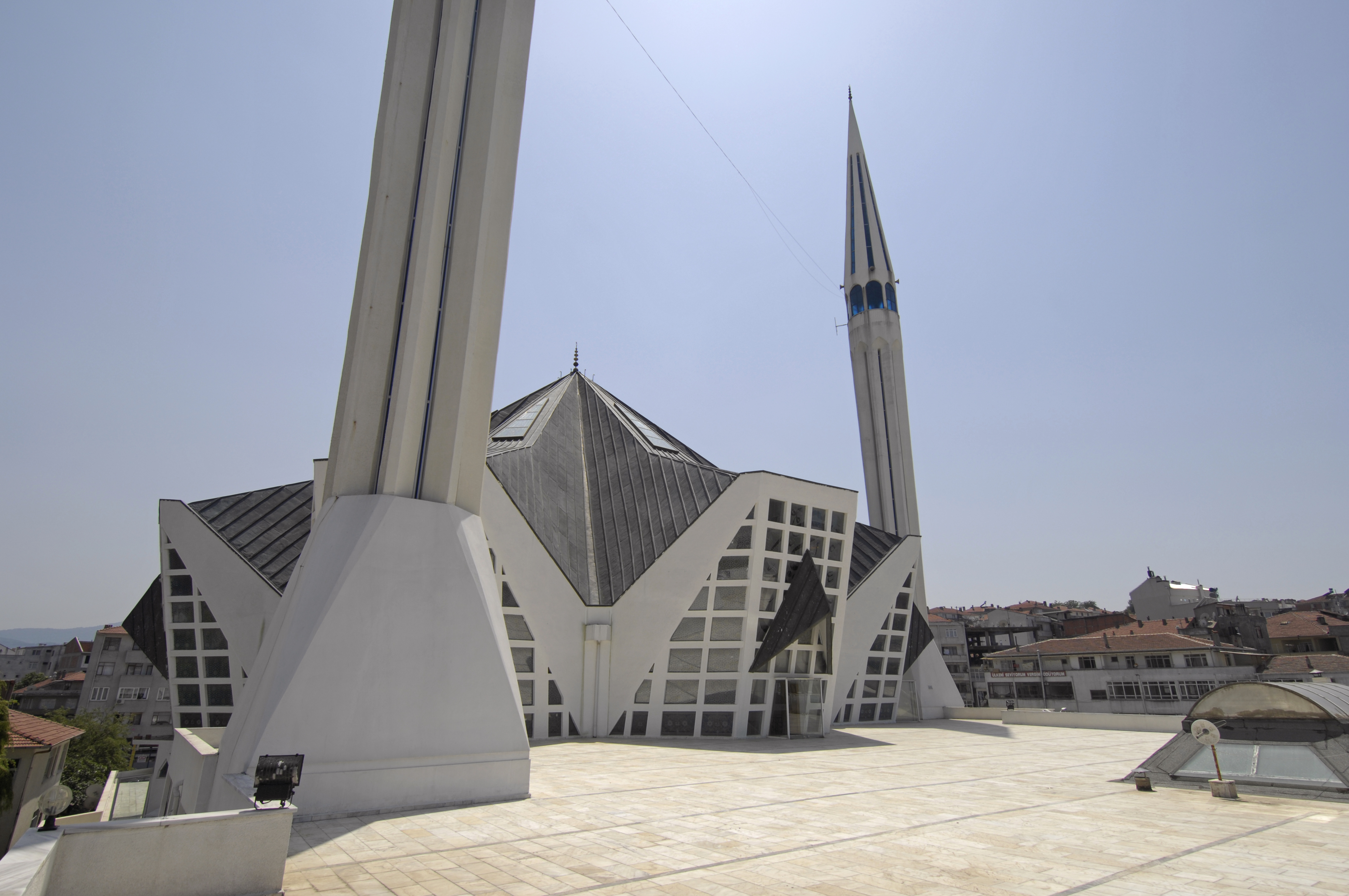
Akcakoca Merkez Cami 7814